# Полиция Вьетнама
Вьетнамская народная полиция (вьет. Công an Nhân dân Việt Nam) является основной полицией и силами безопасности Вьетнама. Является частью Вооруженных Сил СРВ. Находится под контролем Коммунистической партии Вьетнама.
Создана 19 августа 1945 года.

## Функции и филиалы
Полиция Вьетнама имеет две ветви:
Вьетнамская народная безопасность
- Предупреждение, расследование  потенциально опасных действий  врагов вьетнамского народа. Защита национальной безопасности и уничтожение врагов.
- Разведывательная работа.
- Объединение усилий в области внутриполитической безопасности, экономической безопасности, культурно-идеологической безопасности, сетевой безопасности и информационной безопасности с другими органами в форме, установленной законом.
- Выдача въездных и выездных виз. Контроль за иностранцами во время пребывания во Вьетнаме и вьетнамцами за рубежом.
- Защита секретного правительства.
- Защита национальной безопасности в приграничных районах.
- Обеспечение личной безопасности во всех сферах жизни, в каждом регионе страны.
- Выполнение других целей, задач и обязанностей в соответствии с законом.

Вьетнамская народная полиция  (в том числе силы гражданской обороны)
- Работа по предупреждению, расследованию и решению экологических, политических, проблем с трафиком, функциональных и связанных с коррупцией, преступной деятельностью в соответствии с законодательством Социалистической Республики.
- Обязанности, относящиеся к общественной безопасности, транспортной безопасности, безопасности дорожного движения, пожарной готовности, готовности к стихийным бедствиям, Гражданской обороне и иные в соответствии с Конституцией и законами Социалистической Республики Вьетнам.

Эти две ветви полиции готовят в основном в двух учреждениях: Народной Академии полиции Вьетнама и в Институте Народной безопасности Вьетнама.

## Организационная система Народных сил общественной безопасности
- Организационная система Народных сил общественной безопасности состоит из:
- Министерства общественной безопасности;
- Департамента общественной безопасности провинций и муниципалитетов;
- Офисов общественной безопасности сельских районов, городских округов, городов и провинциальных городов;
- Общественного сообщения безопасности коммун, приходов и областей.

## Департамент общественной безопасности муниципалитетов
- Департамент общественной безопасности в Ханое
- Департамент общественной безопасности в Хошимине
- Департамент общественной безопасности в Хайфоне
- Департамент общественной безопасности в Дананге
- Департамент общественной безопасности в Кантхо